# ماكس بيرنت
ماكس بيرنت (بالإنجليزية: Max Burnett)‏ هو كاتب سيناريو ومنتج أفلام ومخرج أمريكي، ولد في 24 يوليو 1969 في دالاس في الولايات المتحدة.

## وصلات خارجية
- ماكس بيرنت على موقع IMDb (الإنجليزية)
- ماكس بيرنت على موقع قاعدة بيانات الفيلم (الإنجليزية)
- ماكس بيرنت على موقع كينوبويسك (الروسية)